# Opátka
Opátka é um município da Eslováquia, situado no distrito de Košice-okolie, na região de Košice. Tem 13,9 km² de área e sua população em 2018 foi estimada em 100 habitantes.

## Demografia
| Ano:        | 1994 | 2004   | 2014   | 2024    |
| ----------- | ---- | ------ | ------ | ------- |
| Broj ljudi: | 91   | 83     | 90     | 110     |
| Razlika:    |      | -8,79% | +8,43% | +22,22% |

| Ano:               | 2023 | 2024   |
| ------------------ | ---- | ------ |
| Número de pessoas: | 110  | 110    |
| Diferença:         |      | -1,42% |